# Jean Maurel (skipper)
Pour les articles homonymes, voir Jean Maurel et Maurel.
Jean Maurel, né le 10 novembre 1960 à Nantes et mort le 3 juin 2012 à Paris, est un skipper français. 

## Biographie
Jean Maurel est né le 10 novembre 1960, à Nantes. Navigateur, il a participé à de nombreuses courses en multicoque dans les années 1980 et 1990. Sur Elf Aquitaine, il a remporté la Transat AG2R, en 1989, avec Jean-Luc Nélias et la Twostar en 1990 avec Michel Desjoyeaux. En monocoque, il a terminé 1er de la Transat Jacques-Vabre en 1995.
Le 21 octobre 1999, lors de la Transat Jacques-Vabre (Le Havre-Carthagène), le voilier de Paul Vatine et de Jean Maurel, Groupe André, chavire au large des Açores. Arrivés les premiers sur les lieux, les navigateurs Marc Guillemot et Jean-Luc Nélias, à bord de leur trimaran La Trinitaine, informent le PC Course de la Transat Jacques-Vabre que le trimaran Groupe André a chaviré et que le skipper du bateau, Paul Vatine, n'est plus à bord. Jean Maurel, son équipier, sera récupéré avec grandes difficultés par un cargo.
Il fut chef de projet du groupe Bayer de 2001 à 2004. Il était notamment chargé du suivi de la construction d'un trimaran financé par ce groupe et de la préparation de son équipage.
Il est directeur de course au sein de la société Pen Duick, à ce titre responsable de la Transat Jacques-Vabre depuis l'édition 2005 et de la Route du Rhum depuis l'édition 2006.
Il meurt d'un cancer le 3 juin 2012.

## Palmarès
- 1986 : 6e de la Route du Rhum
- 1989 : 1er  de la Transat AG2R (Lorient - Saint-Barthélémy) sur Elf Aquitaine avec Jean-Luc Nélias.
- 1990 : 1er de la Two-STAR avec Michel Desjoyeaux
- 1994 : 8e de la Route du Rhum sur le catamaran Harris Wilson[8]
- 1995 : 1er de la Transat Jacques-Vabre sur l'Imoca Côte d'Or avec Fred Dahirel[9]
- 1998 : 4e de la Route du Rhum en IMOCA, 14e au général